# Josias von Heeringen
Josias von Heeringen (9 de marzo de 1850 - 9 de octubre de 1926) fue un general alemán del Imperio alemán que prestó servicio en la Primera Guerra Mundial.

## Orígenes y familia
Nació en Kassel en el Electorado de Hesse. Sus padres fueron el mariscal Josias von Heeringer (1809-1885) y la directora de teatro Karoline de Starkloff (1817-1871). Su hermano menor, August von Heeringer (1855-1927), ejerció más tarde como oficial naval del alto mando y jefe del personal naval.
En 1874, se casó con Augusta von Dewall.

## Carrera militar
Después de una larga carrera militar se convirtió en mayor del ministerio de guerra. De 1892 a 1895 fue jefe de departamento del estado mayor. En 1898 fue nombrado mayor general y jefe del departamento del ejército dentro del ministerio de guerra.
En 1901 ascendió a teniente general y en 1903 pasó a ser jefe de la 22.ª División. En 1906 fue general de infantería, y también comandante del II Cuerpo de Ejército, cuya sede estaba en Szczecin. De 1909 a 1913 fue ministro de guerra prusiano, luego se convirtió en inspector general del II Ejército, con sede en Berlín.
Tomó el mando del Séptimo Ejército en agosto de 1914, el ejército que fue utilizado como señuelo para el intento de una invasión alemana en Francia y defendió exitosamente Alsacia contra los franceses en la Batalla de Mulhouse, por la que fue condecorado con la Pour le Mérite (28 de agosto de 1915). Fue premiado con las hojas de roble el 28 de agosto de 1916.  Comandó el Séptimo Ejército hasta que en 1916 fue transferido al mando costero de Alemania por el resto de la guerra. Dejó su servicio activo con el rango de general coronel.

## Posguerra y muerte
De 1918 a 1926 fue presidente del Kyffhäuserbund. Desde septiembre de 1914, fue ciudadano honorario de la ciudad de Kassel. Falleció el 9 de octubre de 1926 en Charlottenburg.

## Honores
- Reino de Prusia:[3]
  - Cruz de Hierro (1870), 2.ª Clase
  - Cruz al Servicio
  - Caballero del Águila Negra, con Collar
  - Caballero de la Real Orden de la Corona, 1.ª Clase
  - Pour le Mérite (militar), 28 de agosto de 1915; con Hojas de Roble, 28 de agosto de 1916
- Gran Ducado de Baden:[4]
  - Comandante del León de Zähringen, 2.ª Clase, 1893
  - Gran Cruz de la Orden de Bertoldo I, 1909
- Reino de Baviera:[3]
  - Gran Cruz de la Orden al Mérito Militar
  - Medalla del Príncipe Regente en Banda de la Medalla de Jubileo
- Gran Ducado de Hesse: Comandante del Mérito de la Orden de Felipe el Magnánimo, 2.ª Clase, 10 de junio de 1897;[5] Gran Cruz con Corona, 23 de agosto de 1911[6]
- Gran Ducado de Oldemburgo: Gran Cruz de la Orden de Pedro Federico Luis[3]
- Reino de Sajonia:[3]
  - Caballero de la Corona de Ruda
  - Gran Cruz de la Orden de Alberto, con Estrella Dorada
- Reino de Wurtemberg:
  - Caballero de la Corona de Wurtemberg, 1889;[7] Gran Cruz[3]
  - Comandante de la Orden de Federico, 1.ª Clase, 1900[7]
- Austria-Hungría: Gran Cruz de la Orden de San Esteban de Hungría, 1912[8]
- Bélgica: Gran Cordón de la Orden de Leopoldo[3]
- Chile: Medalla del Mérito, 1.ª Clase[3]
- Imperio del Japón:[3]
  - Gran Cordón del Sol Naciente
  - Orden de Meiji, 2.ª Clase
- Imperio otomano: Orden de Osmanieh, 1.ª Clase[3]